# Periklís Kakussis
Periklís Kakussis (en grec Περικλής Κακούσης, 1879 -1939) fou un aixecador de pes grec que va prendre part en els Jocs Olímpics de 1904, a Saint Louis, i als Jocs Intercalats de 1906, a Atenes.
El 1904 guanyà la medalla d'or en la prova d'aixecament a dues mans, mentre que dos anys més tard, el 1906, finalitzà sisè en la mateixa prova.